# Tumansky R-195
R-195 là loại động cơ máy bay tuốc bin phản lực do Liên Xô phát triển vào năm 1986 dựa trên động cơ R-95Sh. Hiệp hội công nghiệp động cơ Ufa đã tiến hành sản xuất loại động cơ này từ năm 1987 và trang bị trên các máy bay Su-25T, Su-25TK, Su-25UB và Su-39.
Động cơ được thiết kế với dạng khối với 8 phần để dễ dàng tháo ráp, bảo trì và sửa chữa. Vì mục đích sử dụng của loại động cơ này là dành cho máy bay chiến đấu nên nó được gia cố để có thể chịu được việc bị các viên đạn 23 mm đánh trúng.